# Rhinolophus swinnyi
Rhinolophus swinnyi là một loài động vật có vú trong họ Dơi lá mũi, bộ Dơi. Loài này được Gough mô tả năm 1908.